# Moldovai–román határ

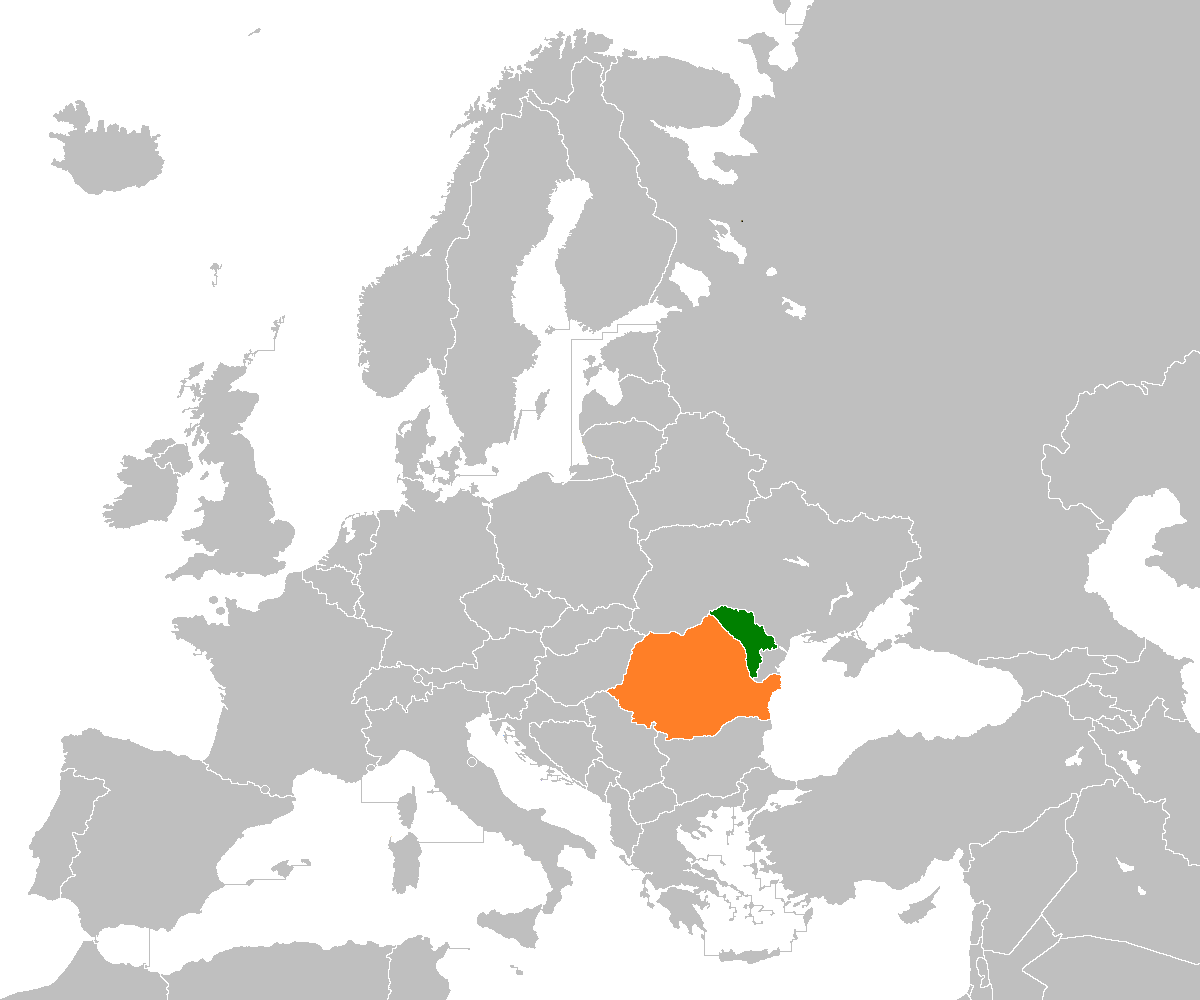

A moldovai–román határ nemzetközi határ Moldova és Románia között, amely a Szovjetunió felbomlása után jött létre. A határt a Prut és Duna folyók alkotják; teljes hossza 681,3 kilométer, ebből 570 méter a Duna mentén. 2007 óta az Európai Unió külső határának része.

## Története
A határt az 1812-es bukaresti béke állapította meg, amely kettévágta a Moldvai Fejedelemséget, az Orosz Birodalomnak ítélve Besszarábiát. A határt 1918-ban a Moldovai Demokratikus Köztársaság (Besszarábia) és a Román Királyság egyesülésével eltörölték, 1940. június 28-án a Molotov–Ribbentrop-paktum alkalmazásával visszaállították. A továbbiakban több alkalommal is megerősítették:
- a második világháborút követő párizsi békeszerződésekben;[4]
- 1991. augusztus 28.-án, amikor Románia első államként elismerte a Moldovai Köztársaság függetlenségét;[5][6]
- 1991. december 8-án a Független Államok Közössége által (amelynek Moldova is tagja);
- 2014. június 27-én a Moldova és az Európai Unió közötti társulási szerződésben.[7]

## Határátkelőhelyek
A moldvai-román határon a következő határátkelőhelyek találhatóak:
| Határátkelőhely         | Moldova      | Románia      | Közút / vasút |
| ----------------------- | ------------ | ------------ | ------------- |
| Galați-Giurgiulești híd | Giurgiulești | Galați       | közút, vasút  |
| Cahul-Oancea híd        | Cahul        | Oancea       | közút         |
| Stoianovca-Fălciu híd   | Stoianovca   | Fălciu       | vasút         |
| Leușeni-Albița híd      | Leușeni      | Albița       | közút         |
| Eiffel híd              | Ungheni      | Ungheni      | vasút         |
| Sculeni híd             | Sculeni      | Sculeni      | közút         |
| Stânca-Costești gát     | Costești     | Stânca       | közút         |
| Lipcani-Rădăuți híd     | Lipcani      | Rădăuți-Prut | közút         |

## Képek

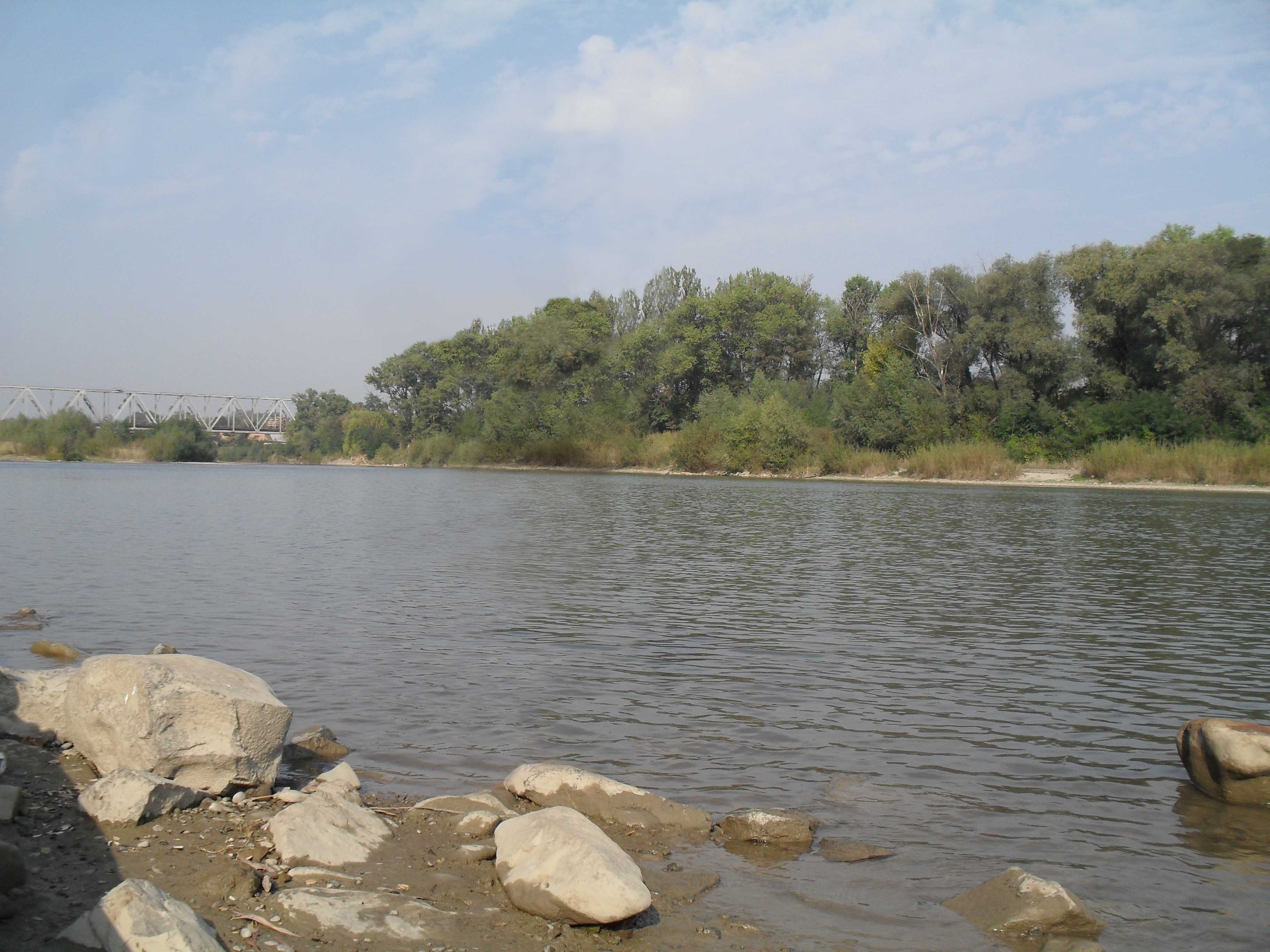
A Prut a két Ungheni között
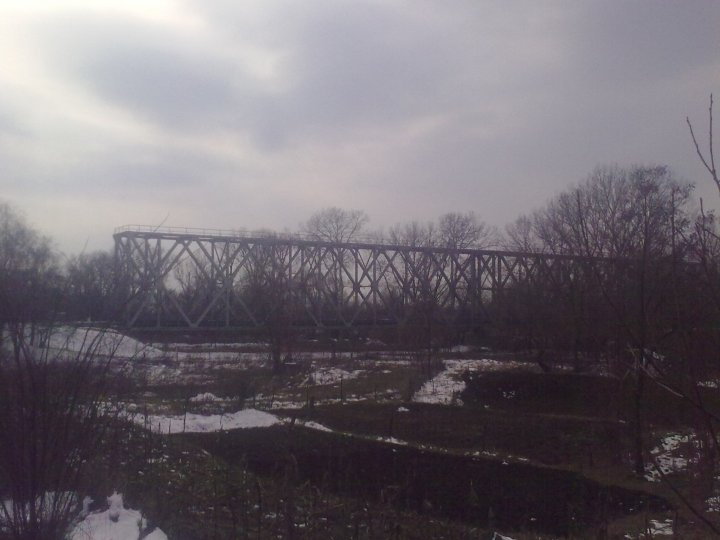
Eiffel híd
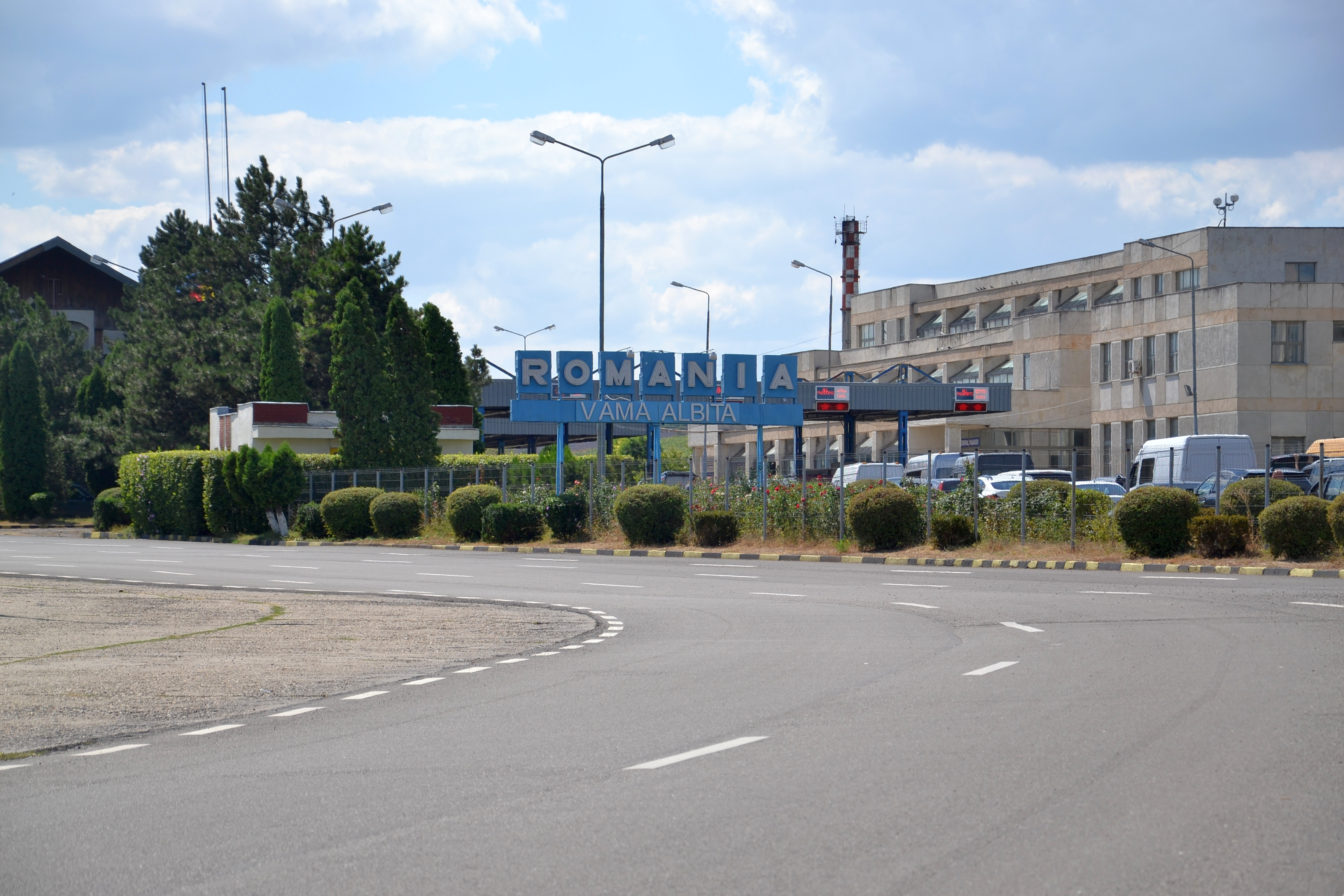
Leușeni-Albița határátkelőhely

## Fordítás
Ez a szócikk részben vagy egészben  a   Frontière entre la Moldavie et la Roumanie című francia Wikipédia-szócikk ezen változatának fordításán alapul.  Az eredeti cikk szerkesztőit annak laptörténete sorolja fel. Ez a jelzés csupán a megfogalmazás eredetét és a szerzői jogokat jelzi, nem szolgál a cikkben szereplő információk forrásmegjelöléseként.